# Ķ
Cette page contient des caractères spéciaux ou non latins. S’ils s’affichent mal (▯, ?, etc.), consultez la page d’aide Unicode.
Ķ (minuscule : ķ), appelé K cédille, est un graphème utilisé dans l’écriture du letton, ainsi que dans les romanisation ISO 9 ou DIN 1460. Il s'agit de la lettre K diacritée d'une cédille.
Pour des raisons techniques historiques de codage informatique du K cédille, celui-ci est utilisé dans l'écriture du letton pour représenter le K virgule souscrite ‹ k̦ › et sa cédille est représentée par un trait ressemblant à une virgule souscrite dans les fontes adaptées au letton.

## Utilisation

K cédille majuscule et minuscule : à gauche, la forme avec la cédille classique ; et à droite la forme avec une cédille comme une virgule souscrite utilisée en letton.

Le K cédille était utilisé dans l’alphabet kurde de 1929.
Dans la romanisation DIN 1460 de l’alphabet cyrillique pour les langues non slaves, le k cédille est utilisé pour translittérer le ka cramponné ‹ қ ›, le ka crocheté ‹ ӄ › ou le ka barré ‹ ҝ ›. La romanisation ISO 9 utilise le k virgule souscrite, pouvant être représenté avec le k cédille, pour translittérer le ka cramponné ‹ қ ›, mais translittère plutôt les 
ka crocheté ‹ ӄ › et ka barré ‹ ҝ › respectivement par le k point souscrit ‹ ḳ › et le k accent circonflexe ‹ k̂ ›.

## Représentations informatiques
Le K cédille peut être représenté avec les caractères Unicode suivants :
- précomposés (latin étendu A)[2] :

| formes    | représentations | chaînes de caractères | points de code | descriptions                      |
| --------- | --------------- | --------------------- | -------------- | --------------------------------- |
| capitale  | Ķ               | Ķ                     | U+0136         | lettre majuscule latine k cédille |
| minuscule | ķ               | ķ                     | U+0137         | lettre minuscule latine k cédille |

- décomposés (latin de base, diacritiques) :

| formes    | représentations | chaînes de caractères | points de code | descriptions                                  |
| --------- | --------------- | --------------------- | -------------- | --------------------------------------------- |
| capitale  | Ķ               | K◌̧                    | U+004B U+0327  | lettre majuscule latine k diacritique cédille |
| minuscule | ķ               | k◌̧                    | U+006B U+0327  | lettre minuscule latine k diacritique cédille |